# Athetis dallolmoi
Athetis dallolmoi là một loài bướm đêm trong họ Noctuidae.